# میکن (میسیسیپی)
میکن (به انگلیسی: Macon) شهری در ایالت میسیسیپی کشور ایالات متحده آمریکا است که جمعیت آن در سرشماری سال ۲۰۱۰ میلادی، ۲٬۷۶۸ نفر بوده‌است.